# Erich Zettl
Erich Zettl (* 30. Dezember 1934 in Bernau, Tschechoslowakei; † 20. Februar 2023)  war ein deutscher Hochschulprofessor, Germanist, Linguist und Autor.

## Leben
Erich Zettl wurde in Bernau bei Neudek im Erzgebirge geboren. Von 1954 bis 1959 studierte er Germanistik, Anglistik und Geschichte an der Ludwig-Maximilians-Universität München. 1963 promovierte er im Hauptfach Germanistik zum Dr. phil. Von 1961 bis 1965 war er Assistent und Lektor an der Universität Hull in Großbritannien und von 1966 bis 1970 Dozent am Goethe-Institut Mailand. Ab 1971 bis zu seiner Pensionierung 1997 war er Professor für technisches Englisch und Deutsch sowie Leiter für Sprachen an der Fachhochschule Konstanz. Von 1997 bis 2009 war er Lehrbeauftragter für Chinesisch an der Hochschule Konstanz. Er erhielt mehrfach Lehraufträge für Deutsch an Universitäten und Gymnasien in Shanghai, Wuhan, Tianjin und Suzhou.

## Werke (Auswahl)
- Porträts : grosse Menschen in ihrer Zeit : 34 Lesetexte zur deutschen Geistesgeschichte, Ismaning : Max Hueber, 1996
- Aus moderner Technik und Naturwissenschaft : ein Lese- und Übungsbuch für Deutsch als Fremdsprache, Ismaning : Hueber, cop. 1999
- China und Europa - Brückenschlag der Kulturen / [2.] Johannes Schreck - Terrentius Constantiensis, Konstanz : Fachhochschule, 2001
- Deutschland in Geschichte und Gegenwart : ein Überblick, München : Max Hueber Verlag, 2001
- Porzellan und Porzellankunst : eine kulturelle Brücke zwischen China und Europa, Fachhochschule Konstanz, 2003
- Europäische Kunst und europäische Künstler am chinesischen Kaiserhof 1600-1800, Fachhochschule Konstanz, 2005
- Aus moderner Technik und Naturwissenschaft : ein Lese- und Übungsbuch für Deutsch als Fremdsprache, München : Max Hueber Verlag, 2006
- Johannes Schreck-Terrentius. Gelehrter und China-Missionar (1576–1630), Hochschule für Technik, Wirtschaft und Gestaltung Konstanz, 2008 (pdf)
- Ignaz Sichelbarth 1708–1780. Missionar, Maler und Mandarin am chinesischen Kaiserhof. Konstanz, Hochschule für Technik, Wirtschaft und Gestaltung, 2011